# Сергеевка (городской округ Подольск)
Сергеевка — деревня в Подольском районе Московской области России. Входит в состав сельского поселения Лаговское (до середины 2000-х — Лаговский сельский округ).

## Население
Согласно Всероссийской переписи, в 2002 году в деревне проживало 242 человека (116 мужчин и 126 женщин). По данным на 2005 год в деревне проживало 250 человек.

## Расположение
Деревня Сергеевка расположена примерно в 6 км к югу от центра города Подольска рядом с чертой города Климовска. 
Вблизи деревни протекает река Рожай, при впадении её в Петрицу. Западнее деревни проходит Симферопольское шоссе.

## Достопримечательности
У деревни Сергеевка находится Климовское городское кладбище. В 1998 году на кладбище был построен храм Всех Святых.

## Транспорт
В деревне Сергеевка находится остановка следующих автобусных маршрутов:
- № 3 (ст. Гривно – ул. Циолковского – м/р Дубки)[5]
- № 29 (ст. Подольск – ст.Гривно)[6]
- № 449 (ст. Гривно – м. Южная)[7]

## Улицы
В деревне Сергеевка расположены следующие улицы и территории:
- Берёзовая улица
- Дорожная улица
- Новая улица
- Территория СТ Дубрава